# گیمبه
شهر گیمبه (به رومانیایی: Ghimbav) در شهرستان براشوو در کشور رومانی واقع شده‌است. جمعیت این شهر ۵٬۱۱۲ نفر  است.